# Laytonsville (Maryland)
Laytonsville es un pueblo ubicado en el condado de Montgomery en el estado estadounidense de Maryland. En el año 2010 tenía una población de 353 habitantes y una densidad poblacional de 141,2 personas por km².

## Geografía
Laytonsville se encuentra ubicado en las coordenadas 39°12′41″N 77°8′24″O / 39.21139, -77.14000.

## Demografía
Según la Oficina del Censo en 2000 los ingresos medios por hogar en la localidad eran de $75,000 y los ingresos medios por familia eran $83,261. Los hombres tenían unos ingresos medios de $57,500 frente a los $38,750 para las mujeres. La renta per cápita para la localidad era de $30,681. Alrededor del 0.7% de la población estaba por debajo del umbral de pobreza.